# Eberhard Jüngel
Eberhard Klaus Jüngel (* 5. Dezember 1934 in Magdeburg; † 28. September 2021 in Tübingen) war ein deutscher evangelischer Theologe. Er war bis 2003 Ordinarius für Systematische Theologie und Religionsphilosophie sowie Direktor des Instituts für Hermeneutik an der Eberhard Karls Universität Tübingen. Er war bis 2013 Kanzler des Ordens Pour le Mérite für Wissenschaften und Künste. Für seine wissenschaftlichen Leistungen erhielt er zahlreiche Ehrungen.

## Leben und Wirken

### Schulzeit und Studienjahre
Eberhard Jüngel war Sohn der Margarete Jüngel, geborene Rothemann, und des Elektromeisters Kurt Jüngel. Er besuchte die Schule in der DDR. In seinem Elternhaus war Religion kein zentrales Thema. Einen Tag vor dem Abitur wurde Jüngel als „Feind der Republik“ aus dem Gymnasium entfernt, weil er es sich erlaubt hatte, das, was er für Wahrheit hielt, auszusprechen:

„[…] das waren eine Fülle von Vorkommnissen. Zum Beispiel waren damals die kirchlichen Diakonischen Anstalten in Magdeburg, die Pfeifferschen Stiftungen, beschlagnahmt worden vom Staat. Und wir haben – eine Freundin und ich – im Unterricht, als die Lehrer das auch noch rechtfertigen wollten, dagegen heftig protestiert und darauf hingewiesen, dass das Unrecht ist – übrigens auch nach den Gesetzen und nach der Verfassung der Deutschen Demokratischen Republik.“

Für Jüngel kam nur noch das Studium der evangelischen Theologie an einer Kirchlichen Hochschule in Betracht. Er wollte Pfarrer werden. 1953 begann er seine theologische Ausbildung am Katechetischen Oberseminar in Naumburg (Saale). Zwei Jahre später wechselte er an das Sprachenkonvikt, einer kirchlichen Hochschule in Ost-Berlin. 1957 setzte er seine Studien an den Universitäten Zürich und Basel fort. Zu den für ihn wichtigen Hochschullehrern gehörten der Philosoph Gerhard Stammler, aber auch Heinrich Vogel und Gerhard Ebeling. Zu seinem prägendsten theologischen Lehrer wurde Ernst Fuchs, durch den Jüngel Rudolf Bultmann und Martin Heidegger kennenlernte, dessen Schriften ihn schon früh beeindruckten. Fuchs selbst war wie Ebeling ein Bultmann-Schüler. In der Schweiz gewann die Begegnung mit Karl Barth eine entscheidende Bedeutung für sein theologisches Denken:

„[…] ich bin – obwohl ich mir sonst Mühe gegeben habe, die Gesetze der Deutschen Demokratischen Republik peinlich genau zu beachten – für ein Semester illegal in die Schweiz gegangen. Ich habe das Gerücht verbreiten lassen, ich hätte einen Nervenzusammenbruch erlitten, und zu meinem Entsetzen hat man mir – nachdem ich nach einem Semester wieder da war – von allen Seiten gesagt: Wir haben’s ja immer kommen sehen. In Wahrheit ging es mir blendend. Ich war nach Zürich geflogen – die Berliner Mauer stand noch nicht, man musste also nur mit der S-Bahn nach Tempelhof fahren und das Flugzeug besteigen. In Zürich habe ich vor allen Dingen bei Gerhard Ebeling Theologie studiert, fuhr dann aber einmal in der Woche nach Basel zu Karl Barth – und habe da nun einen Lehrer kennen gelernt, der mich in ganz besonderer Weise beeindruckt hat. Mich beeindruckte an Barth etwas, was ich bei seinen Schülern gerade vermisste: die unglaubliche Konzentration seines theologischen Denkens, gleichzeitig bei einer großen Gelassenheit und Entspanntheit des Intellektes. Dann hat mich sehr beeindruckt die Gleichzeitigkeit von Interesse für den Himmel und für die Erde. Dass man der Erde treu zu bleiben hat, wenn man sich für den Himmel interessiert. Das habe ich bei Barth begriffen.“

Das Theologiestudium schloss Eberhard Jüngel 1960 mit dem Ersten Theologischen Examen beim Konsistorium der evangelischen Kirche Berlin-Brandenburg ab.

### Der junge Theologe
Es folgten Tätigkeiten als Vikar der Berliner Kirche und als Assistent an der dortigen Kirchlichen Hochschule. 1961 wurde Jüngel in West-Berlin mit einer neutestamentlichen Dissertation zu Paulus und Jesus promoviert, die 1962 veröffentlicht wurde:

„Die historisch-kritische Erforschung des Neuen Testaments hatte die Differenz herausgearbeitet zwischen Jesus von Nazareth, der das Kommen des Gottesreiches verkündigt hatte und hingerichtet worden war, und Paulus, der Jesu Tod als Gottes versöhnende Tat und Rechtfertigung des Sünders gepredigt hat. Am Anfang des Christentums schien eine unüberbrückbare Diskontinuität zu stehen: Der verkündigende Jesus wird zum verkündigten Christus. Jüngel hat in dieser Untersuchung zur Präzisierung der Frage nach dem Ursprung der Christologie die paulinische Rechtfertigungslehre und die Verkündigung Jesu als zwei Sprachereignisse verglichen, die darin übereinkommen, dass sie die eschatologische (letztgültige) Zuwendung zu den Menschen ansagen.“

Jüngel lehrte nach dem Mauerbau 1961 in Berlin am Sprachenkonvikt im Ostteil der Stadt, das seitdem von der Kirchlichen Hochschule in Berlin-Zehlendorf getrennt war. 1962 wurde er in Magdeburg zum Pfarrer der evangelischen Kirche ordiniert. Er habilitierte sich im selben Jahr im Fach Systematische Theologie an der Theologischen Fakultät der Humboldt-Universität in Berlin-Ost. Ein Versuch, ihn an die Theologische Fakultät der Universität Greifswald zu berufen, schlug 1964 fehl. Er unterrichtete am Sprachenkonvikt bis zum Ende des Sommersemesters 1966 zunächst Neues Testament und später Dogmatik. 1965 veröffentlichte er sein zweites Buch Gottes Sein ist im Werden. Darin versuchte er, die Trinitätslehre Karl Barths mit den hermeneutischen Diskussionen der Bultmann-Schule zu verbinden.

### Ordinarius
Zum Wintersemester 1966 folgte Jüngel mit einer befristeten Ausreisegenehmigung der DDR-Behörden einem Ruf an die Theologische Fakultät der Universität Zürich. Dort hatte er bis 1969 den Lehrstuhl für Systematische Theologie und Dogmengeschichte inne. 1969 erhielt er einen Ruf an die Evangelisch-theologische Fakultät der Universität Tübingen. Er wurde Ordinarius für Systematische Theologie und Religionsphilosophie sowie Direktor des Instituts für Hermeneutik. Von 1970 bis 1972 war Jüngel Dekan. 1977 erschien sein Hauptwerk Gott als Geheimnis der Welt. Zur Begründung der Theologie des Gekreuzigten im Streit zwischen Theismus und Atheismus. Gott ist für Jüngel das Geheimnis der Welt, weil er zwar unsichtbar ist, aber er gibt sich zu erkennen, indem er zur Welt kommt. Der Tübinger Universität blieb Jüngel trotz einiger Rufe an andere Fakultäten, wie zum Beispiel an die Ludwig-Maximilians-Universität München, treu. Er lehrte in Tübingen auch an der Philosophischen Fakultät. Eberhard Jüngel war zweimal Dekan der Evangelisch-theologischen Fakultät und Gastprofessor an mehreren Universitäten in Deutschland. Im Studienjahr 1999/2000 war er Fellow am renommierten Wissenschaftskolleg zu Berlin. Jüngels Bücher zur Rechtfertigungslehre und zum Tod gelten als Standardwerke der Systematischen Theologie. Die Emeritierung Jüngels erfolgte im Jahr 2003. Sein Nachfolger auf dem Tübinger Lehrstuhl wurde der Systematische Theologe Christoph Schwöbel.

### Öffentliches Wirken
Eberhard Jüngel war ab 1973 29 Jahre lang Mitglied der Synode der Evangelischen Kirche in Deutschland und in deren Ständigem Ausschuss für Schrift und Verkündigung. Von 1987 bis 2005 war er im Nebenamt Ephorus des Evangelischen Stifts Tübingen. Sein Nachfolger in diesem Amt wurde der Theologe und Kirchenhistoriker Volker Henning Drecoll. Von 2003 bis 2006 leitete er außerdem die Forschungsstätte der Evangelischen Studiengemeinschaft in Heidelberg. Jüngel war Gadamer-Stiftungsprofessor im Jahr 2007. Er hat sich immer wieder durch Zeitungsartikel und Vorträge in die politische Diskussion eingemischt. Der für seine präzisen Differenzierungen bekannte Theologe lebte in Tübingen und war Junggeselle und Hobbykoch. Mit den Professorenfreunden Hans Küng und Jürgen Moltmann traf er sich über Jahrzehnte regelmäßig zum Abendessen, was „früher bis tief in die Nacht dauerte“. Richard von Weizsäcker, selbst evangelisch, äußerte sich: „Der Jüngel, das ist doch unser Ratzinger“.
Am 7. Februar 1985 wurde Jüngel vom Landtag von Baden-Württemberg als Nachfolger des verstorbenen Ernst Steinbach zum stellvertretenden Richter in der Gruppe „ohne Befähigung zum Richteramt“ am Staatsgerichtshof für das Land Baden-Württemberg gewählt. In diesem Amt wurde er 1988 und 1997 vom Landtag wiedergewählt. Er amtierte bis 2006.

## Theologie

### Allgemeines
Eberhard Jüngel, der auf eine originelle Weise die Grundanliegen der theologischen Antipoden Rudolf Bultmann und Karl Barth miteinander zu verbinden versteht, galt – gemeinsam mit seinen theologischen Weg- und Generationsgefährten Jürgen Moltmann und Wolfhart Pannenberg – als einer der bedeutendsten deutschen evangelischen Theologen der Nachkriegszeit und wird auch nach seinem Tode weit über den deutschsprachigen und protestantischen Raum hinaus rezipiert. Für Jüngel war es die Aufgabe der Theologie, Gott als Liebe zu denken. Gott teilt sich nach Jüngel nicht als höchstes Wesen mit, das über der Welt steht und dann in einem zweiten Schritt sich auf die Welt und die Welt auf sich bezieht. Gott habe sich vielmehr in Ewigkeit frei dazu bestimmt, dass er nur durch den am Kreuz dem Fluch über die Sünde anheimgegebenen Menschen Jesus zu sich selbst und damit zu uns kommen wolle. Deshalb gehöre zur Wesensdefinition Gottes die frei angenommene Geschichtlichkeit.

„In der Trinitätslehre ist Gottes Geschichtlichkeit als Wahrheit gedacht. In der Kraft dieser Wahrheit kann von Gott dann christlich geredet, kann Gottes Sein als Geschichte erzählt werden.“

Nach Jüngel kommen wir also nicht durch eine der Offenbarung vorgängige Wesenserkenntnis zum geschichtlichen Wirken Gottes. Sondern durch das geschichtliche Wirken Gottes werden wir dazu bestimmt, zu seiner Wesenserkenntnis zu kommen. Eine Gotteserkenntnis außerhalb der Offenbarung sei uns verwehrt. Nur im Ereignis seiner Identifikation mit dem toten Jesus könne das Wesen Gottes erkannt werden.

„Es hängt also mit Jesu Todesschrei zusammen, daß der christliche Glaube begründetes Gottvertrauen ist. Der heidnische Hauptmann nannte den so verstorbenen Menschen Gottes Sohn. Das heißt, daß Gott im Ereignis des Todes Jesu, also da, wo die Gottverlassenheit kulminierte, mit diesem Menschen eins geworden ist. Gott hat sich mit Jesus, mit diesem sterblichen Menschen, identifiziert, um so, in der Einheit mit diesem Toten, für alle sterblichen Menschen da zu sein. Am Kreuz Jesu ereignet sich deshalb das Heil der Menschheit. Denn das ist Heil: daß Gott für uns da ist.“

Gott erschließe sich uns durch seine Selbstunterscheidung und Selbstidentifikation. Nicht weil Jesus Gottes Sohn sei, bekenne sich Gott zu ihm. Sondern weil Gott sich zu Jesus bekenne, sei Jesus Gottes Sohn. Gott definiere sich in seinem Gottsein als das Leben und als die Liebe durch die Identifikation mit dem gekreuzigten Jesus, den er als seinen Sohn offenbare. Im Ereignis des Todes Jesu nehme Gott den Tod als das ihm fremde und widerstrebende, also als die ganze Gottlosigkeit der Welt in seinen Wesensvollzug auf und behaupte sich gegenüber dem Tod als das Leben. Seit dem Kreuz gehöre der Tod zum ewigen Sein und Wesen Gottes. Der Tod Gottes am Kreuz sei die Offenbarung des dem Tod gegenüber größeren Lebensgottes als Liebe. Gott könne als Liebe nur gedacht werden aufgrund seiner Identität mit dem Menschen Jesus:

„‚Gott ist Liebe‘ ist also nur dann ein wahrer menschlicher Satz, wenn Gott als Liebe unter Menschen Ereignis ist. […] Der Satz ‚Gott ist Liebe‘ ist formulierte Wahrheit. Soll er nicht zur Formel gerinnen, muß er sowohl gelebt als auch gedacht werden.“

Die Allmacht Gottes kann nach Jüngel nur als die „Allmacht des für sein Geschöpf leidenden Gottes“ verstanden werden, nicht als Allkausalität. Die Rede von der creatio ex nihilo sei so zu verstehen, dass Gott sich hier selbst begrenzt habe, indem er „das von ihm gewollte Andere neben sich“ setzt. Die Selbstbegrenzung Gottes in seinem ursprünglichen Anfangen entspreche dem Geheimnis der Liebe Gottes, die das trinitarische Sein Gottes ausmache – als „Gemeinschaft gegenseitigen Andersseins“ und damit auf sich selbst bezogen und selbst begrenzt zugleich. Das Entstehen des Bösen und die Faktizität der Übel könne nur als ein dunkles Rätsel bezeichnet werden.

### Der historische Jesus

#### Dogmatische Notwendigkeit
Für Jüngel ist die dogmatische Bedeutung der Frage nach dem historischen Jesus das Zentrum der Theologie. Dafür hat er zwei Gründe:
- Christliche Theologie ist inhaltlich auf Jesus als Christus bezogen.
- Das Thema führt methodisch in das Zentrum theologischer Denkarbeit.

Die theologische Denkarbeit besteht wiederum in einer Spannung mit zwei Polen:
- historische Erkenntnis
- dogmatische Verantwortung

Die historische Erkenntnis ist eine Analyse von Gewordensein, Gewesensein und Wirkung, also z. B. der historische Jesus im Zugang historischer Forschung. Die dogmatische Verantwortung soll die gegenwärtige Bedeutung erörtern – auch und gerade angesichts des Wahrheitsbewusstseins der Neuzeit und ihrer Kritik. Die historische Erkenntnis ist die Voraussetzung, aber nicht der (Beweis-)Grund der dogmatischen Verantwortung. Zugleich bleibt die dogmatische Verantwortung immer rückbezogen auf die historische Erkenntnis. Die dogmatische Verantwortung setzt an dem Punkt ein, wo Jesus als Christus/Kyrios/Gottessohn bekannt wird (christologisches Als). Die überleitende Frage vom historischen Jesus zum nachösterlich bekannten Christus hat schon Bultmann gestellt: Wie wird aus dem Verkündiger (historischer Jesus) der Verkündigte (von der nachösterlichen Gemeinde)? Jüngels Antwortversuch: Jesus bekommt die Prädikation Christus, was zwei Seiten impliziert:
- „Jesus = Christus“ ist ein Bekenntnis über den Menschen Jesus, nämlich dass man von ihm zu reden und zu denken hat wie von Gott.
- „Jesus = Christus“ ist eine Aussage einer homologischen Situation: Der, der das sagt, bekennt sich selbst als ein Glaubender.

In der bisherigen Forschung gibt es zwei Extreme:
1. Leben-Jesu-Forschung, die den Glauben auf Tatsachen gründen.
2. Kerygma-Theologien, die die Kritik von Kähler, Hermann, Schweitzer, … aufgreifen und so sehr radikalisieren, dass der historische Jesus irrelevant wird (Bultmann + Barth)

Eine vermittelnde Position sucht nicht nach Beweisgründen durch historische Fakten (wie 1.), sodass der Glauben erzwungen werden müsste, aber will auch nicht ganz auf die historische Rückbindung verzichten (wie 2.), sondern sucht nach den Anhaltspunkten des Christus-Kerygmas am historischen Jesus.

#### Der Anhalt des Christus-Kerygmas am historischen Jesus
Die Hauptthese von Jüngel ist, dass Jesus und seine Reich-Gottes-Verkündigung eine elementare Unterbrechung darstellen und zwar auf allen Ebenen (politisch, religiös, …). Diese Unterbrechung hat für Jüngel vor allem 4 Aspekte:
1. Das Reich Gottes und sein Kommen stellen die Umkehrung der bisherigen Lebensordnungen dar. Das Reich Gottes ist dabei im Gleichnis selber da. „Im Gleichnis kommt die Gottesherrschaft zur Sprache und so, als Gleichnis, kommt sie [die Gottes-Herrschaft] zur Welt.“
2. a) Die Welt ist aus der Sicht der Zeitgenossen Jesu von Verderbensmächten bestimmt. Diese Herrschaftsordnung zerreißt Jesus z. B. durch Dämonenaustreibungen und überträgt diese Macht auch an seine Jünger. Der Anbruch der Gottesherrschaft ist also ein Novum, das Jubel und Freude auslöst, und für Fasten und Trauer keine Zeit ist, da „der Bräutigam“ da ist. b) Für sein Verständnis von Offenbarung greift Jüngel auf Lévinas’ Weiterentwicklung von Heideggers Seinszusammenhang zurück (In-der-Welt-Sein). Der normale menschliche Zustand ist das Bezogensein auf innerweltliches Seiendes (wie bei Heidegger), aber es gibt auch Ausnahmen davon durch Unterbrechungen. Diese werden durch das „Antlitz des anderen“ bewirkt und bedeuten zugleich einen Imperativ für mich, meine zwischenmenschliche Verantwortung wahrzunehmen. Das nennt Lévinas das Wort Gottes, wo sich der Kreis zur Offenbarung schließt. Bei Jüngel kommt Gott dadurch zur Welt, dass er zur Sprache kommt.
3. Jesu Auftreten ist von einer „königlichen Freiheit“ (Barth) geprägt, die fassungslos macht. Jesus ist nicht einzuordnen und gerade dadurch verwirklichen Jesu Taten und seine Wunder die Gottesherrschaft.
4. a) Jesus versteht sich selbst ganz von Gott her, ganz vom Reich Gottes her. b) In apokalyptischer Tradition erwartet Jesus das kommende Reich. Das heißt, dass nicht Jesus das Reich mitbringt, sondern es ist andersherum: Das Reich kommt und bringt Jesus mit. c) Das Reich Gottes ist so nah, dass sich die chronologische Frage nach dem genauen Zeitpunkt des Kommens erübrigt: Das Reich Gottes ist so nah, dass es dringlich wird. d) Das Anliegen des Reichs ist primär, das ungehinderte Zusammensein von Gott und Mensch zu verwirklichen.

#### Personale Identität Jesu Christi
Wenn man nach Identität fragt, so muss man laut Jüngel allgemein immer nach den Relationen/Beziehungen fragen, die eine Person ausmachen. Jesu Identität ist dadurch gekennzeichnet, dass er ganz von Gott her ek-sistiert, einfach gesagt: Jesus ist ohne Gott nicht zu verstehen. Das ist für Jüngel auch die Übereinstimmung von historischem Jesus und verkündigtem Christus. Die Ausgangsfrage, was die dogmatische Bedeutung der Frage nach dem historischen Jesus ist, beantwortet Jüngel abschließend wie folgt:

„Die dogmatische Bedeutung des historischen Jesus besteht also darin, daß er der Gott entsprechende Mensch und als solcher der Sohn Gottes ist, der auch uns zu Gott entsprechenden Menschen machen will.“

## Akademische Schüler (Auswahl)
- Albrecht Beutel
- Hans-Peter Großhans
- Wilhelm Hüffmeier
- Christine Janowski
- Stephan Schaede
- Christiane Tietz
- Joachim Zehner

## Mitgliedschaften und Ehrungen
- ab 1981 Mitglied der Heidelberger Akademie der Wissenschaften
- Mitglied der Norwegischen Akademie der Wissenschaften
- Mitglied der Europäischen Akademie der Wissenschaften und Künste
- korrespondierendes Mitglied der Akademie der Wissenschaften zu Göttingen
- Mitglied und 2009–2013 Kanzler[23] des Ordens Pour le Mérite für Wissenschaften und Künste
- Großes Verdienstkreuz mit Stern des Verdienstordens der Bundesrepublik Deutschland
- Verdienstmedaille des Landes Baden-Württemberg
- Predigtpreis des Verlags für die Deutsche Wirtschaft für das Lebenswerk
- Ehrendomprediger am Berliner Dom
- Karl-Barth-Preis der Union Evangelischer Kirchen
- Brenz-Medaille in Silber der Evangelischen Landeskirche in Württemberg
- Ehrendoktorwürde der University of Aberdeen
- Ehrendoktorwürde der Ernst-Moritz-Arndt-Universität Greifswald
- Ehrendoktorwürde der Universität Basel

## Schriften
- Paulus und Jesus. Eine Untersuchung zur Präzisierung der Frage nach dem Ursprung der Christologie. Mohr, Tübingen 1962; 5. Auflage 1979; 6. Auflage 1986, ISBN 3-16-145119-8.
- Zum Ursprung der Analogie bei Parmenides und Heraklit. 1964.
- Gottes Sein ist im Werden. Verantwortliche Rede vom Sein Gottes bei Karl Barth, eine Paraphrase. 1965; 3. Auflage 1976; 4. Auflage 1986, ISBN 3-16-145077-9.
- Tod. 1971; 3. Auflage 1974; 5. Auflage 1993, ISBN 3-579-03760-9. In mehrere Sprachen übersetzt.
- Unterwegs zur Sache. Theologische Bemerkungen. 1972; 3. Auflage 2000, ISBN 3-16-147293-4.
- Gott als Geheimnis der Welt. Zur Begründung der Theologie des Gekreuzigten im Streit zwischen Theismus und Atheismus. 1977; 4. Auflage 1982; 7. Auflage 2001, ISBN 3-16-147620-4.
- Zur Freiheit eines Christenmenschen. 2. Auflage 1981.
- Anfechtung und Gewißheit des Glaubens oder wie die Kirche wieder zu ihrer Sache kommt. 1976, ISBN 3-459-01089-4.
- Der Wahrheit zum Recht verhelfen. 1977, ISBN 3-7831-0525-0.
- Entsprechungen. Gott – Wahrheit – Mensch. 1. Auflage: 1980 (2. Auflage: 1986; 3. Auflage: 2002).
- Barth-Studien. 1982, ISBN 3-545-24211-0.
- Schmecken und Sehen. Predigten III. 1983, ISBN 3-459-01510-1.
- Mit Frieden Staat zu machen. Politische Existenz nach Barmen V. 1984, ISBN 3-459-01563-2.
- Unterbrechungen. Predigten IV. 1989, ISBN 3-459-01826-7.
- Wertlose Wahrheit. Zur Identität und Relevanz des christlichen Glaubens. 1990; 2. Auflage 2003, ISBN 3-16-148222-0.
- Das Evangelium von der Rechtfertigung des Gottlosen als Zentrum des christlichen Glaubens. 1998; 3. Auflage 1999, ISBN 3-16-147271-3.
- Indikative der Gnade – Imperative der Freiheit. Theologische Erörterungen IV. 2000, ISBN 3-16-147366-3.
- … ein bißchen meschugge … Predigten und biblische Besinnungen V. 2001, ISBN 3-87173-222-2.
- Beziehungsreich. Perspektiven des Glaubens. 2002, ISBN 3-87173-245-1.
- … weil es ein gesprochen Wort war … Predigten 1. 2003, ISBN 3-87173-261-3.
- Geistesgegenwart. Predigten 2. 2003, ISBN 3-87173-262-1.
- Anfänger. Herkunft und Zukunft christlicher Existenz. 2003, ISBN 3-87173-275-3.
- Ganz werden. Theologische Erörterungen V. 2003, ISBN 3-16-147969-6.
- Predigten 1–4. 2003, ISBN 3-87173-265-6.
- ... ein bißchen meschugge... Predigten 5. 2004, ISBN 978-3-87173-295-9.
- Zum Staunen geboren. Predigten 6. 2004, ISBN 3-87173-296-6.
- Allerneuende Klarheit. Predigten 7. 2009, ISBN 978-3-87173-347-5.
- Death, the riddle and the mystery. 1975, ISBN 978-0-664-20821-9.
- God as the Mystery of the World. On the Foundation of the Theology of the Crucified One in the Dispute between Theism and Atheism. 1983, ISBN 978-0-567-09345-5.
- Theological Essays II. 1994, ISBN 978-0-567-09706-4.
- Theological Essays I. 1999, ISBN 978-0-567-29502-6.
- God’s Being Is in Becoming. The Trinitarian Being of God in the Theology of Karl Barth: A Paraphrase. 2001, ISBN 978-0-8028-4295-4.
- Justification. The Heart of Christian Faith. 2001, ISBN 978-0-567-08775-1.
- Eberhard Jüngel. In: Christian Henning, Karsten Lehmkühler (Hrsg.): Systematische Theologie der Gegenwart in Selbstdarstellungen. Mohr Siebeck, Tübingen 1998 (= UTB. Band 2048), ISBN 3-8252-2048-6, S. 188–210.